# Dele Adebola

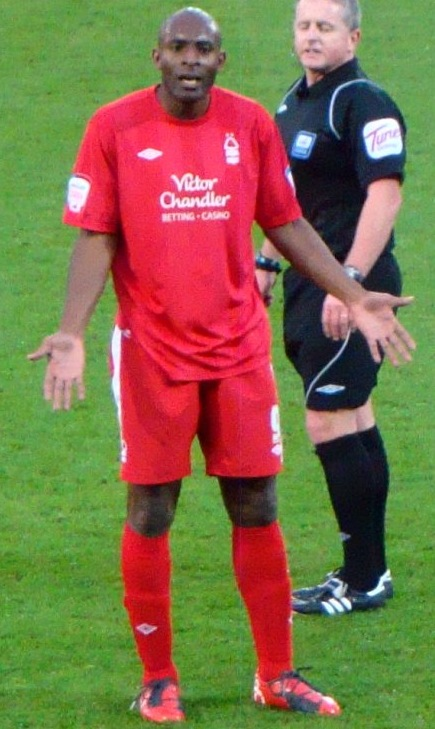
Dele Adebola.

Dele Adebola, född 25 juni 1975 i Lagos, är en nigeriansk fotbollsspelare som spelar för Rushall Olympic FC som anfallare.